# Södermanlands runinskrifter 8
Södermanlands runinskrifter 8 är en runsten som står på en privat tomt i Nibble, Dillnäs socken och Gnesta kommun i Södermanland. Den står på gräsmattan under ett högt träd bakom en lång mangårdsbyggnad, typ äldre parstuga. 
På 1820-talet lades stenen in i en källarsval under en spannmålsbod i byn Nibble. Sö 8 är emellertid rest nära sin ursprungliga plats.

## Inskriften
Translitterering av runraden:
kyla : auk : raknþruþr þaR : raistu : stain : at : uraiþ : faþur : si[n] buna auluafaR : bruþur : biarnaR : kuþ · hialbi : selu · ans
Normalisering till runsvenska:
Gylla ok Ragnþruðr þaR ræistu stæin at Vræið, faður sinn, bonda OlofaR, broður BiarnaR. Guð hialpi selu hans.
Översättning till nusvenska:
Gylla och Ragntrud, de reste stenen efter Vred, sin fader, Olövs make, Björns broder. Gud hjälpe hans själ!

## Ornamentiken
Runstenens ornamentik uppvisar en runorm vars svans lägger en snara om dess egen hals. Den glosögda ormen har en kluven tunga och stilen är utförd i så kallat fågelperspektiv. Runslingan löper mjukt utmed den massiva gråstenens yttre konturer. Stenen saknar dock det annars så traditionella kristna korset. Ristaren är troligen densamme som ristat Sö 9 som står på en låg berghäll i en åker cirka 500 meter åt sydost.